# Mighty Sam McClain
Pour les articles homonymes, voir McClain.
Mighty Sam McClain, né le 15 avril 1943 à Monroe, et mort le 16 juin 2015 est un chanteur et compositeur de blues.

## Biographie
À cinq ans, il commence à chanter à l'église gospel de sa mère. Alors qu'il avait l'habitude de chanter au Club 506 à Pensacola, il est présenté au producteur/DJ, « Papa Don » Schroeder. En 1966, Sam enregistre le morceau de Patsy Cline Sweet Dreams.
En 1998, Sam enregistre deux morceaux, Journey (AQM) et Joy and Pain - Live In Europe sur le label CrossCut. Sam signe sur le label Telarc Blues en 1999, prenant avec lui son producteur de longue date Joe Harley.
Chanteur à la voix de velours, Mighty Sam McClain s'est produit à travers le monde durant plusieurs décennies.

## Discographie
| Titre                                             | Sorti | Label                                        |
| ------------------------------------------------- | ----- | -------------------------------------------- |
| Your Perfect Companion                            | 1986  | Orleans Records                              |
| Live in Japan                                     | 1988  | Orleans Records                              |
| Give It Up To Love                                | 1992  | Sledgehammer Blues                           |
| Keep On Movin                                     | 1995  | Sledgehammer Blues                           |
| Sledgehammer Soul and Down Home Blues'            | 1996  | Sledgehammer Blues                           |
| Journey                                           | 1998  | Sledgehammer Blues                           |
| Joy & Pain                                        | 1998  | Ruf                                          |
| Soul Survivor: The Best of Mighty Sam McClain     | 1999  | Sledgehammer Blues                           |
| Blues For The Soul                                | 2000  | Telarc Distribution                          |
| Sweet Dreams                                      | 2001  | Telarc Distribution                          |
| One More Bridge To Cross                          | 2003  | Mighty Music                                 |
| Betcha Didn't Know                                | 2009  | Mighty Music                                 |
| Scent of Reunion: Love Duets Across Civilizations | 2010  | Kirkelig Kulturverksted/Valley Entertainment |
| One Drop Is Plenty with Knut Reiersrud            | 2011  | Kirkelig Kulturverksted/Valley Entertainment |